# En riktig clown
En riktig clown är en australisk dramafilm från 1992.

## Om filmen
En riktig clown regisserades av George Whaley. Den visades även som TV-serie. Filmen fick en uppföljare 1993. 
Den australiske skådespelaren Heath Ledger gör i filmen sin första roll och amerikanen Van Johnson gör sin sista filmroll. 

## Rollista (urval)
- Clayton Williamson - Simon Gunner
- Ernie Dingo - Jack Merrick
- Rebecca Smart - Linda Crealy
- Jean-Michel Dagory - Anatole Tollin
- Van Johnson - Mr. Ranthow
- Noni Hazlehurst - Sarah Gunner
- Annie Byron - Una Crealy
- Steve Jodrell - Skipper Crealy
- Jill Perryman - Miss Gabhurst
- Heath Ledger - ung föräldralös clown